# Damian Herczyk
Damian Herczyk (ur. 27 lipca 1977) – polski zawodnik mieszanych sztuk walki (MMA) oraz trener. Wicemistrz świata amatorskiego MMA w 2011. Założyciel klubu DAAS Berserker’s Team Bielsko-Biała.

## Życiorys
W wieku 14 lat zaczął trenować karate. Następnie zainteresował się judo, do którego dołożył treningi boksu oraz kick-boxingu. W 2001 wyjechał do Irlandii. Dołączył do klubu SGB Ireland, gdzie rozpoczął treningi MMA, a potem przeszedł do Revolutions Team Ireland. W 2008 założył w Bielsku-Białej klub DAAS Berserker’s Team.
W latach 2009–2010 stoczył swoje dwie jedyne walki w zawodowej karierze i obie przegrał.
W 2011 w Belgradzie wywalczył wicemistrzostwo świata amatorskiego MMA (combat grappling) w kategorii do 80 kg pod patronatem federacji FILA. Po pokonaniu Serba – Marko Ignatovica, w finale przegrał z rosyjskim zawodnikiem, Andrelem Koshkinem. W 2012 podopieczny Herczyka, Rafał Haratyk, zdobył złoty medal.
W 2019 Herczyk zajął 2. miejsce w plebiscycie „Kroniki Beskidzkiej” na najlepszego trenera Podbeskidzia 2018 roku.

## Lista zawodowych walk MMA[3]
| Wynik     | Bilans | Przeciwnik (bilans przed walką) | Rozstrzygnięcie       | Runda | Czas | Rozgrywki                    | Data       | Miejsce       | Uwagi                  |
| --------- | ------ | ------------------------------- | --------------------- | ----- | ---- | ---------------------------- | ---------- | ------------- | ---------------------- |
| Przegrana | 0-2    | Piotr Strus (2-0)               | TKO (kontuzja kolana) | 1     | 5:00 | Fight Night Łobez            | 23.10.2010 | Łobez         |                        |
| Przegrana | 0-1    | Łukasz Janecki (1-0)            | TKO (kolano)          | 1     | 4:14 | Black Dragon - Bielsko-Biała | 13.06.2009 | Bielsko-Biała | Debiut w zawodowym MMA |